# František Zahrádka
František Zahrádka (30. října 1930, Děčín – 15. prosince 2017) byl po druhé světové válce skautem a účastníkem protikomunistického odboje, v jehož rámci se podílel na tisku ilegálních letáků a časopisu a převádění exulantů do zahraničí, kde navázal styk se CIC. Roku 1949 byl dopaden a odsouzen na 20 let. Velkou část dobu věznění strávil v uranových dolech. Propuštěn byl roku 1962 a roku 1968 se podílel na zakládání sdružení politických vězňů K 231, roku 1990 se pak spolupodílel na zakládání Konfederace politických vězňů České republiky. Z této organizace však byl roku 2009 zřejmě kvůli svým sporům s předsedkyní KPV Kavalírovou vyloučen. Roku 2007 obdržel za své celoživotní zásluhy Řád Tomáše Garrigua Masaryka.

## Život
Narodil se 30. října 1930 v Děčíně, jeho otcem byl francouzský legionář. Základní školu začal navštěvovat v Meziměstí, odkud však byla celá rodina na podzim 1938 vyhnána sudetskými Němci, kteří pak dokonce vlak, ve kterém jeli s dalšími českými rodinami, ostřelovali. Proto musel nějakou dobu žít v železničním vagónu, dokud jej teta roku 1939 neodvezla do Veselí nad Lužnicí. S rodiči se opět setkal až roku 1942, bydleli spolu v Českých Budějovicích, o dva roky později ovšem gestapo na nějakou dobu zatklo.
Roku 1945 byl svědkem osvobození Českých Budějovic Rudou armádou pod velením maršála Malinovského i příletu 312. čsl. stíhací perutě RAF. Po 2. světové válce se zapojil do činnosti obnoveného 10. oddílu Junáka, který po krčmaňské balíčkové aféře, smrti Jana Masaryka a s počínající kolektivizací začali vyvíjet odbojovou činnost. Zahrádka se účastnil tisku protirežimních letáků a časopisu Za pravdu a od ledna 1949 začal také převádět lidi do exilu. Na území Německa navázal styk s americkou CIC. Během čtyř ilegálních přechodů hranice převedl do zahraničí celkem asi 11 osob. V září 1949 jej však na udání jednoho sudetského Němce pracujícího v německé pohraniční stráži, avšak spolupracujícího s československým režimem zatkli dva příslušníci Obranného zpravodajství (OBZ). Dva týdny jej vyšetřovalo OBZ, pak jej předalo Státní bezpečnosti a 9. prosince 1949 byl odsouzen na 20 let těžkého žaláře.
Po odsouzení byl transportován z Ruzyňské věznice na Bory, kde dral peří. Na podzim roku 1951 jej přesto, že vážil pouhých 45 kg, poslali pracovat do uranového dolu v Jáchymově, roku 1956 byl přesunut do uranového lágru Vojna a Bytíz. Během doby věznění zemřeli oba jeho rodiče. Účast na velké amnestii roku 1960 mu nebyla uznána, roku 1961 však byl přesunut na Pankrác na Technické oddělení ministerstva vnitra (TÚMV).

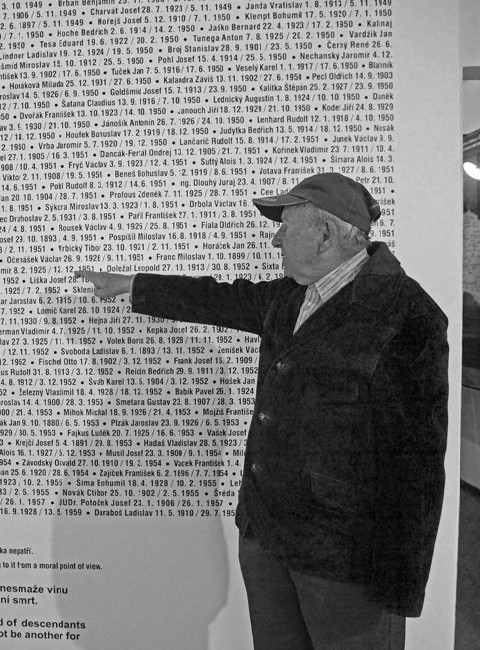
František Zahrádka u památníku obětem komunismu Vojna u Příbrami, který spoluzakládal.

Po propuštění roku 1962 se neměl kam vrátit, a tak začal pracovat v uranových dolech v Příbrami, kde pracoval jako elektrikář až do roku 1981, kdy odešel do důchodu. Roku 1968 se aktivně zapojil do zakládání sdružení bývalých politických vězňů K 231 v Příbrami, za což byl po okupaci Československa popotahován. Roku 1990 Zahrádka založil v Příbrami pobočku Konfederace politických vězňů (KPV) a spolu s Jiřím Málkem založil Památník obětem komunismu Vojna u Příbrami.
Roku 2007 ocenil jeho celoživotní zásluhy prezident České republiky Václav Klaus Řádem Tomáše Garrigua Masaryka. Působil také jako odborný poradce několika filmů s tematikou politických vězňů. Roku 2009 byl Zahrádka z KPV vyloučen, oficiálně kvůli údajnému a nikdy neprokázanému členství v KSČ, odpůrci předsedkyně KPV Naděždy Kavalírové ovšem tvrdí, že důvodem byly Zahrádkovy kritické postoje vůči Kavalírové.
Zemřel v prosinci 2017.